# Shepparton
Shepparton (Yortayorta: Kanny-goopna) är en ort i Australien. Den ligger i kommunen Greater Shepparton och delstaten Victoria, omkring 160 kilometer norr om delstatshuvudstaden Melbourne. Shepparton ligger 115 meter över havet och antalet invånare är 38 773.
Shepparton är det största samhället i trakten.
Trakten runt Shepparton består till största delen av jordbruksmark. Runt Shepparton är det ganska tätbefolkat, med 116 invånare per kvadratkilometer. Genomsnittlig årsnederbörd är 612 millimeter. Den regnigaste månaden är februari, med i genomsnitt 97 mm nederbörd, och den torraste är oktober, med 26 mm nederbörd.